# Pseuderemias erythrosticta
Pseuderemias erythrosticta — вид ящірок родини ящіркових (Lacertidae). Ендемік Сомалі.

## Поширення і екологія
Pseuderemias erythrosticta мешкають в регіонах Барі, Тогдер, Нугаль і Мудуг на півночі Сомалі. Вони живуть в напівпустелях і сухих саванах.